# چورسنیتسا
چورسنیتسا (به لاتین: Čvrsnica) یک کوه در بوسنی و هرزگوین است که در فدراسیون بوسنی و هرزگوین واقع شده‌است. چورسنیتسا ۲٬۲۲۷٫۳ متر بالاتر از سطح دریا واقع شده‌است.